# Emoia ahli
Emoia ahli är en art av ödlor som beskrevs av 1932 av den tyske zoologen Theodor Vogt.
Arten är uppkallad efter den likaledes tyske zoologen Ernst Ahl och ingår i släktet Emoia i familjen skinkar (Scincidae). Inga underarter finns listade i Catalogue of Life.